# Porta Fira Szálloda
A Porta Fira Szálloda egy különleges kinézetű, négycsillagos hotel az északkelet-spanyolországi L’Hospitalet de Llobregat településen.

## Története
Az épületet a japán Itó Tojoo és a Fermín Vázquez vezette b720 építészstúdió tervezte. 2010 februárjában avatták fel, és még ebben az évben elnyerte a „világ legjobb felhőkarcolójának” járó Emporis díjat.

## Leírás
A jellegzetes piros színe miatt igen feltűnő, 26 szintes,  113 méter magas felhőkarcoló Spanyolország északkeleti részén található a Barcelona elővárosának számító L’Hospitalet de Llobregat településen, az Europa-Fira metróállomás közelében. Nagyobbik része hengeres keresztmetszetű, de tetejénél olyan, mintha háromfelé kezdene ágazni, viszont mégsem ágazik el, mert ahol már elágazna, ott véget ér. Külsejét rengeteg függőleges, kör keresztmetszetű alumíniumcső borítja, amelyek a szabálytalanul elhelyezett ablakoknál megszakadnak.
Az épületben 311 szoba található, amelyek összesen 34 688 m²-t tesznek ki. Emellett kisebb részben irodai és kereskedelmi célra is hasznosítják.

## Képek

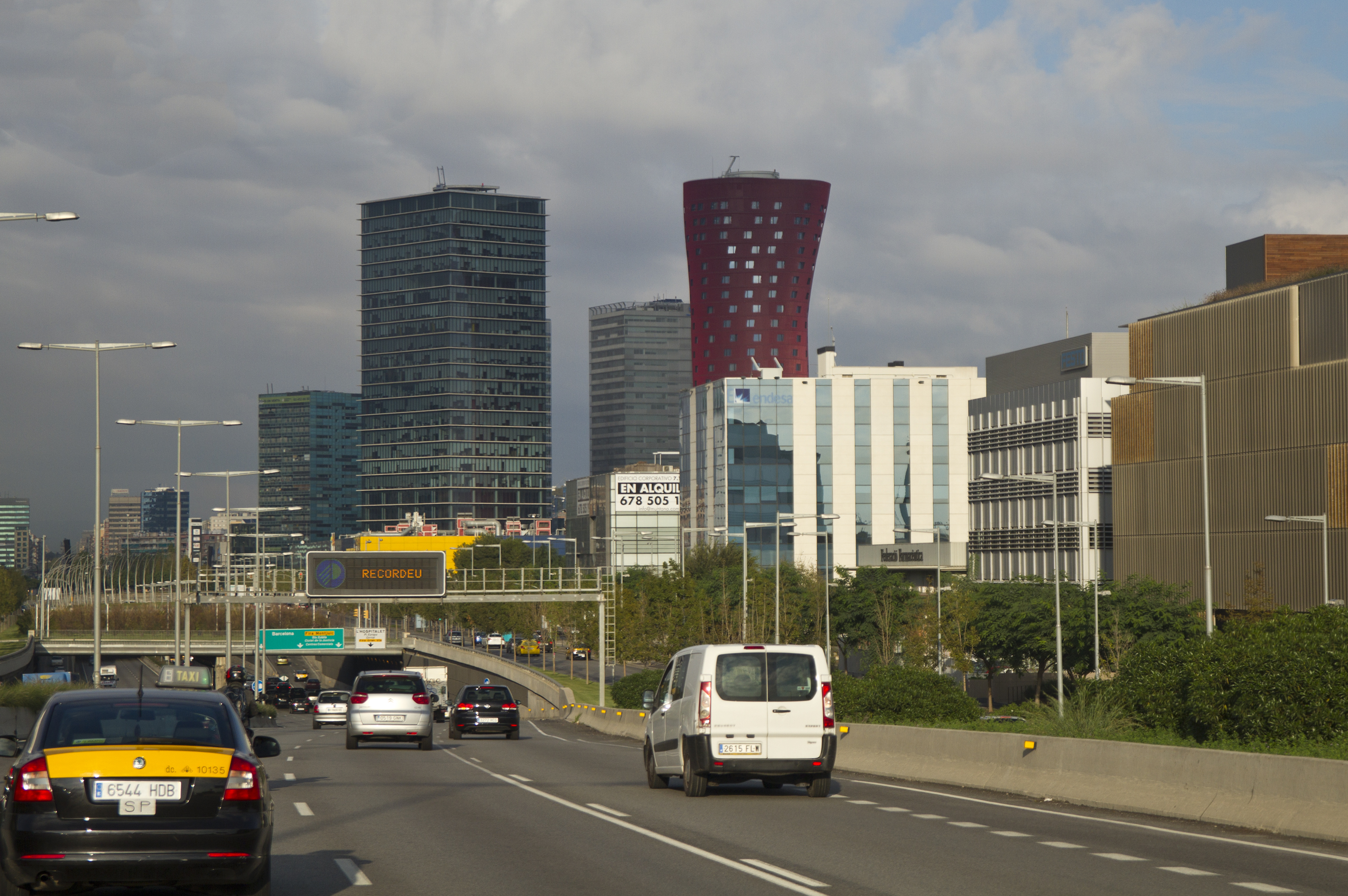
Az épület és környezete
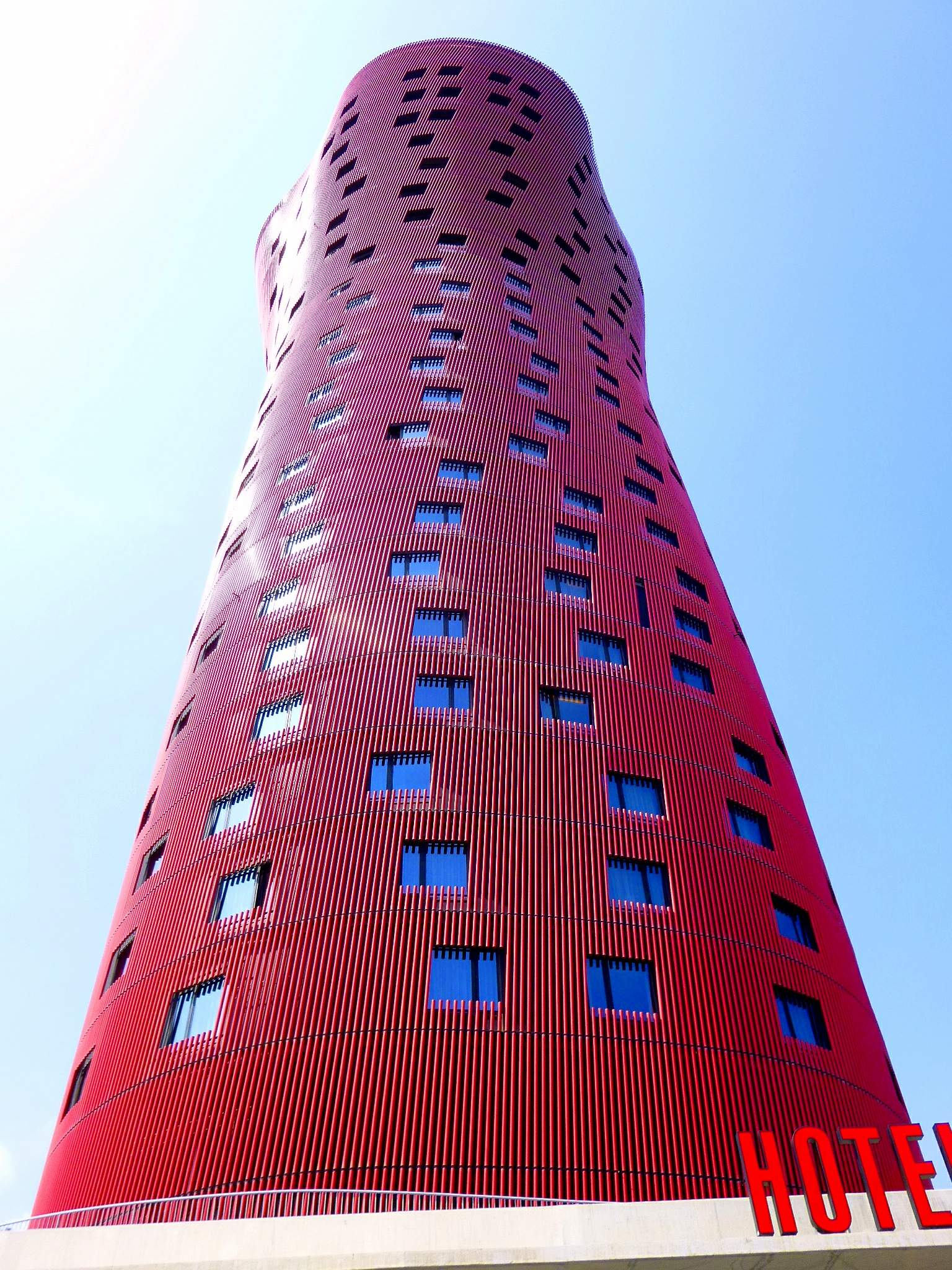
Lentről nézve
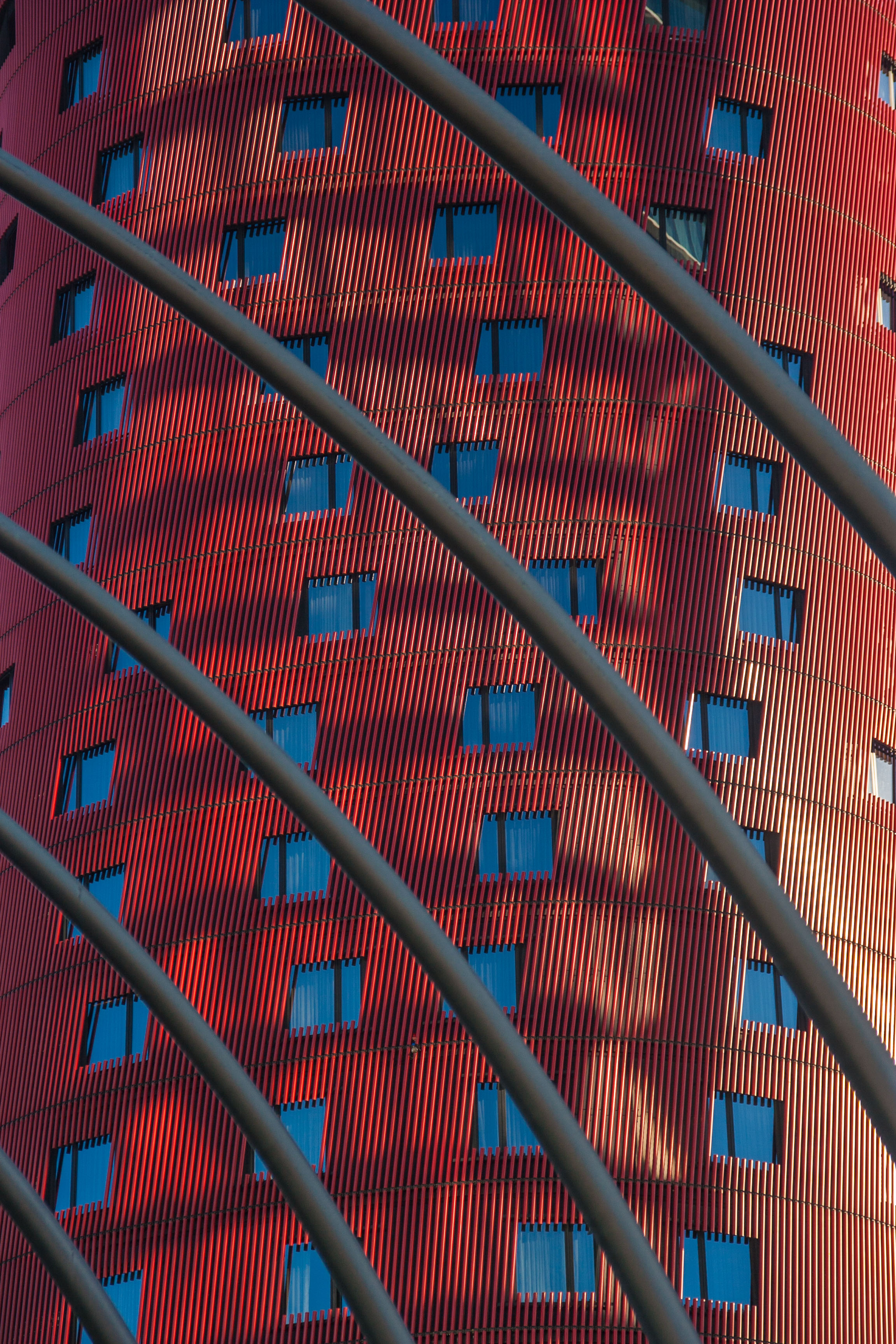
Külső részlet
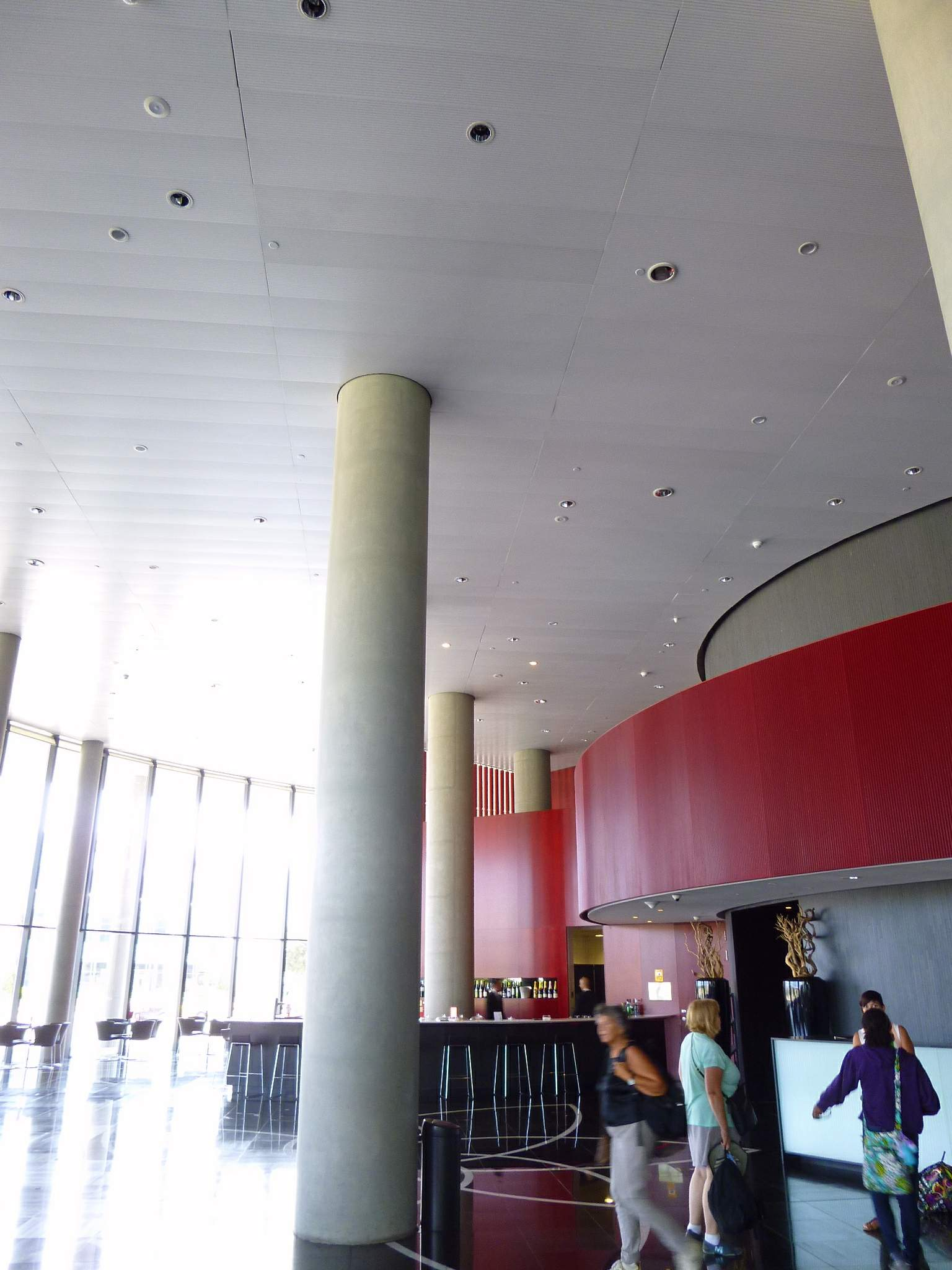
Belső részlet